# حشره‌خوار تارلا
 حشره‌خوار تارلا (نام علمی: Crocidura tarella) نام یک گونه از سرده حشره‌خوارهای دندان‌سفید است.